# Makaria (Héraklész lánya)
A görög mitológiában Makaria (ógörögül: Μακαρία, latinul: Makaría) az isteni hős Héraklész lánya. Felgyújtása után Eurüsztheusz arra határozta magát, hogy a hős leszármazottait levadássza, végül Athénban ostromolta őket. Makaria áldozatként ajánlotta fel magát, hogy megmentse rokonait és a várost.

## Etimológia
Az ógörög μακαρία "boldogságot" vagy "boldogságot" jelent, de jelenthet "bolondságot" is.

## Család
Makaria Héraklésznek, a thébai hősnek (ki halála után istenné vált) és Deianirának, harmadik feleségének a lánya volt.

## Mitológia

### Euripidész
Euripidész Héraklész gyermekei című darabjában Makaria testvéreivel együtt Alkméné és Iolausz a Héraklész összes gyermekének megölését elhatározó Eurüsztheusz király elől Athénba menekül, ahol Démophon király udvarában találnak menedéket., aki nem volt hajlandó átadni őket, amikor Eurüsztheusz hadiultimátumot adott neki Athén ellen, hacsak nem adja fel a Heraclidae-t (Héraklész leszármazottait). Miközben Eurüsztheusz támadásra készül, egy jóslat azt diktálja, hogy az athéniak csak akkor győznek, ha egy előkelő származású leányt feláldoznak Perszephoné istennőnek, az alvilág királynőjének.
Makaria felkeresi Iolauszt, aki közli vele az orákulum parancsait. Ennek hallatán Makaria készségesen feláldozza magát, és úgy érvel, hogy az oltáron meghalni nemesebb, mint gyávaként élni, aki halálra ítélte a várost és annak lakóit. Iolausz, csodálva bátorságát, azt javasolja, hogy inkább sorsoljanak, de Makaria visszautasítja, és ragaszkodik ahhoz, hogy ő az, akinek meg kell halnia. Mivel Iolausz nem tudja rákényszeríteni magát a tettre, Démophon az, aki elvezeti Makariát, hogy feláldozzák, amikor végső búcsút mond, a többiek pedig gyászolják őt.

### Egyéb verziók
Más szerzők szerint Héraklész családjával a békés Ceyx király által uralt Trachisba költözött, ahol haláláig éltek, Eurüsztheusz pedig arra kényszerítette őket, hogy Athénba meneküljenek, ahol Thészeusz, nem pedig fia ajánlott menedéket nekik.
Makaria halála után az athéniak drága temetési szertartásokkal tisztelték meg a temetése során, mert azért halt meg, hogy megmentse őket. Egy marathóni forrást róla neveztek el Makariának.

## Kultúra
Euripidész Makaria meséjének legrégebbi tanúja, bár a mítoszt származhatta a helyi athéni legendától, vagy akár Aiszkhülosztól, egy korábbi athéni drámaírótól.
A 10. századi Szúda bizánci lexikon a Makariához kötődő közmondásos kifejezést említi, a „menj el az áldásban”, vagyis a nyomorúságba és a pusztulásba, eufemizmusként használva (mivel a halottakat „boldogoknak” hívták) akiknek bátorsága veszélyeztette őket. Ez az ókori görög kifejezés egyenértékű az olyan modern átkokkal, mint a „menj a pokolba”. Zenobius görög szofista szerint azonban eredetileg azokra mondták, akik vitézséggel feláldozták magukat, mint Macaria.

## Lásd még
- Cleostratus
- Iphigenia